# 60 Геркулеса
60 Геркулеса (лат. 60 Herculis, HD 154494) — двойная звезда в созвездии Геркулеса на расстоянии приблизительно 134 световых лет (около 41 парсек) от Солнца. Возраст звезды определён как около 400 млн лет.

## Характеристики
Первый компонент (WDS J17054+1244A) — белая звезда спектрального класса A3V, или A3, или A4IV. Видимая звёздная величина звезды — +4,875m. Масса — около 2 солнечных, радиус — около 1,813 солнечного, светимость — около 14,14 солнечных. Эффективная температура — около 8498 K.
Второй компонент (UCAC2 36314770) — оранжевая звезда спектрального класса K. Видимая звёздная величина звезды — +11,16m. Радиус — около 11,41 солнечных, светимость — около 57,808 солнечных. Эффективная температура — около 4713 K. Удалён на 60,9 угловых секунд.

## Планетная система
В 2019 году учёными, анализирующими данные проектов HIPPARCOS и Gaia, у звезды обнаружена планета.